# آدری فریس
آدری فریس (انگلیسی: Audrey Ferris؛ ‏۳۰ اوت ۱۹۰۹ – ۳ مهٔ ۱۹۹۰) بازیگر فیلم‌های صامت اهل ایالات متحده آمریکا بود. وی بین سال‌های ۱۹۲۷ تا ۱۹۳۵ میلادی فعالیت می‌کرد.
از فیلم‌هایی که وی در آن نقش داشته‌است، می‌توان به تاکسی! و گینسبرگ بزرگ اشاره کرد.